# کالب (نیدرزاکسن)
کالب (به آلمانی: Kalbe) یک شهر در آلمان است که در Sittensen واقع شده‌است.
 کالب  ۵۷۳ نفر جمعیت دارد.